# Hjörtur Valgarðsson
Hjörtur Logi Valgarðsson est un footballeur international islandais, né le 27 septembre 1988 à Reykjavik en Islande. Il évolue comme arrière gauche.

## Palmarès
FH Hafnarfjörður
- Champion d'Islande (3) : 2006, 2008, 2009
- Vainqueur de la Coupe d'Islande (2) : 2007, 2010
- Vainqueur de la Coupe de la Ligue d'Islande (3) : 2006, 2007, 2009
- Vainqueur de la Supercoupe d'Islande (2) : 2008, 2009